# بيت ريكيتس
اسمه الكامل جون بيتر ريكيتس (بالإنجليزية: John Peter Ricketts)‏ هو سياسي ورجل أعمال أمريكي من الحزب الجمهوري ولد في يوم 19 أغسطس 1964 في بلدة نبراسكا سيتي. يشغل منصب محافظ ولاية نبراسكا منذ سنة 2015، يعرف بمواقفه المحافظة مثل تأييده لحكم الإعدام ومعارضته للماريوانا وتأييده القوي للرئيس الأمريكي دونالد ترامب.